# ボーイズ・ドント・クライ
『ボーイズ・ドント・クライ』（原題：Boys Don't Cry）は、1999年に製作されたアメリカ映画。キンバリー・ピアース監督作品。ブランドン・ティーナとして知られる、ネブラスカ州で殺害された実在の人物の人生を描く。
主演のヒラリー・スワンクがアカデミー主演女優賞、ゴールデングローブ賞 主演女優賞 (ドラマ部門) を受賞。また、インディペンデント・スピリット賞、ニューヨーク映画批評家協会賞、ロサンゼルス映画批評家協会賞、全米映画批評家協会賞においても主演女優賞を受賞した。

## ストーリー
ネブラスカ州のリンカーンに住むブランドンは、トランスジェンダー男性として暮らしている。
軽犯罪を犯したために街を出る必要に迫られたブランドンは、フォールズタウンという街でジョンとトムという二人のならず者に出会う。ブランドンはジョンの愛人の娘のラナと恋に落ちるが、ある事件がきっかけでブランドンがトランスジェンダーであるということが明らかになってしまう。

## キャスト
| 役名                 | 俳優                      | 日本語吹替 |
| -------------------- | ------------------------- | ---------- |
| ブランドン・ティーナ | ヒラリー・スワンク        | 本田貴子   |
| ラナ                 | クロエ・セヴィニー        | 石塚理恵   |
| ジョン               | ピーター・サースガード    | 大塚芳忠   |
| トム                 | ブレンダン・セクストン3世 | 山野井仁   |
| キャンディス         | アリシア・ゴランソン      | 伊藤美紀   |
| ラナの母             | ジーネッタ・アーネット    | 火野カチコ |
| ロニー               | マット・マクグラス        | 藤原啓治   |
| ケイト               | アリソン・フォランド      | 阿部桐子   |
| ブライアン           | ロブ・キャンベル          | 仲野裕     |

- その他の日本語吹き替え：宝亀克寿／さとうあい／高瀬右光／谷昌樹／杉本ゆう／服部真季／小林希唯

## 各国のレイティング
- アメリカ：R（17歳未満保護者同伴必須）
- 日本：PG-12（12歳未満保護者同伴推奨）
- イギリス：18
- ドイツ：16
- イタリア：VM18（18禁）
- 香港：IIB（18歳未満保護者同伴推奨）
- スペイン：18
- 韓国：18
- ブラジル：18
- アイスランド：16
- スウェーデン：15
- スイス：16
- ノルウェー：15
- ニュージーランド：R18
- ポルトガル：M/18（18禁）
- オランダ：16
- フランス：-16
- フィンランド：K-16
- オーストラリア：R（18禁）
- アルゼンチン：18
- フィリピン：R-18
- シンガポール：R（A）（18禁）
- カナダ
  - ブリティッシュコロンビア州：18A（18歳未満保護者同伴必須）
  - アルバータ州、マニトバ州、オンタリオ州：R（18禁）
  - ノバスコシア州：18
  - ケベック州：18+